# Blindia subtortifolia
Blindia subtortifolia är en bladmossart som beskrevs av Brotherus 1906. Blindia subtortifolia ingår i släktet blindior, och familjen Seligeriaceae. Inga underarter finns listade i Catalogue of Life.